# Fischen am Ammersee
Fischen am Ammersee (offiziell Fischen a.Ammersee)  ist eine Gemarkung im Landkreis Weilheim-Schongau. Bis Ende April 1978 bestand die Gemeinde Fischen a.Ammersee.
Der offizielle Name bis 1966 war Fischen.
Die aus einem Gemarkungsteil bestehende Gemarkung liegt auf dem Gebiet der Gemeinde Pähl. Auf ihr liegen die Pähler Gemeindeteile Aidenried, Mitterfischen und Vorderfischen. Die benachbarten Gemarkungen sind Erling-Andechs, Pähl, Raisting und Diessen am Ammersee.

## Geschichte
Die Gemeinde Fischen a. Ammersee im Landkreis Weilheim bestand aus den drei Dörfern Aidenried, Mitterfischen und Vorderfischen, sowie den beiden Einöden Hartschimmel und Eichhofen (dem heutigen Eichhof), und hatte 1964 eine Fläche von 887,18 Hektar. Sitz der Gemeinde und Schule war das Kirchdorf Mitterfischen. Die Gemeinde wurde im Zuge der Gebietsreform in Bayern aufgelöst und am 1. Mai 1978 nach Pähl eingemeindet.